# Serebrianka
|  | No s'ha de confondre amb Serebrianka (riu). |

Serebrianka - Серебрянка (rus) - és un poble de l'óblast de Bélgorod, a Rússia. El 2010 tenia 101 habitants. Pertany al districte (raion) de Novi Oskol.